# Раттер, Адам
Адам Раттер (англ. Adam Rutter; род. 24 декабря 1986, Сидней) — австралийский легкоатлет, специалист по спортивной ходьбе. Выступал на профессиональном уровне в 2002—2015 годах, серебряный и бронзовый призёр Кубка мира в командном зачёте, победитель ряда крупных международных стартов, чемпион Австралии, участник двух летних Олимпийских игр.

## Биография
Адам Раттер родился 24 декабря 1986 года в Сиднее, Австралия.
Дебютировал в лёгкой атлетике на международном уровне в сезоне 2003 года, когда вошёл в состав австралийской сборной и выступил на юношеском мировом первенстве в Шербруке, где в ходьбе на 10 000 метров сошёл с дистанции.
В 2004 году на Кубке мира по спортивной ходьбе в Наумбурге финишировал девятым в гонке юниоров на 10 км. Позднее стартовал в дисциплине 10 000 метров на юниорском мировом первенстве в Гроссето — был дисквалифицирован за нарушение техники ходьбы.
На Кубке мира 2006 года в Ла-Корунье занял 50-е место в личном зачёте 20 км, вместе с соотечественниками стал серебряным призёром командного зачёта.
В 2007 году на чемпионате Австралии по ходьбе на 50 км в Мельбурне выиграл серебряную медаль, установив при этом свой личный рекорд — 3:52:49.
В 2008 году на Кубке мира в Чебоксарах показал 43-й результат в личном зачёте 20 км, стал бронзовым призёром командного зачёта. Благодаря череде успешных выступлений удостоился права защищать честь страны на летних Олимпийских играх в Пекине — в программе 50 км в итоге сошёл с дистанции.
Будучи студентом, в 2009 году был заявлен от Австралии на Всемирную Универсиаду в Белграде, однако на старт здесь не вышел. На чемпионате мира в Берлине в ходьбе на 20 км получил дисквалификацию.
В 2010 году стал чемпионом Австралии в 20-километровой дисциплине, сошёл на Кубке мира в Чиуауа.
В 2011 году взял бронзу на чемпионате Океании, разыгрывавшемся в рамках чемпионата Австралии в Хобарте, стартовал на чемпионате мира в Тэгу.
В 2012 году на международном старте в Тайцане в ходьбе на 20 км пришёл к финишу восьмым и установил свой личный рекорд — 1:21:23. Занял 17-е место на Кубке мира в Саранске, став бронзовым призёром командного зачёта. Принимал участие в Олимпийских играх в Лондоне — в дисциплине 20 км не смог финишировать и не показал никакого результата.
В 2014 году на Кубке мира в Тайцане с результатом 1:24:44 занял 63-е место на 20-километровой дистанции.
Завершил спортивную карьеру по окончании сезона 2015 года.